# Chapter Two: A Touch of Evil
Chapter Two: A Touch of Evil es el segundo episodio de la primera temporada de la serie de The CW, Riverdale. Fue escrito por Roberto Aguirre-Sacasa y dirigido por Lee Toland Krieger, fue estrenado el 2 de febrero de 2017.
A medida que comienzan a emerger nuevos detalles de la muerte de Jason, Archie ruega a la señorita Grundy que denuncie lo que escucharon en el río Sweetwater. Betty hace un esfuerzo por enmendar su amistad con Archie, pero toma una postura diferente con Veronica, quien está tratando de compensar sus acciones. Con los rumores sobre la muerte de su hermano, Cheryl lidia con la presión, mientras que las tensiones se desvanecen cuando Jughead se topa con un secreto que Archie esperaba mantener oculto. Finalmente, los planes para la reunión anual de otoño se llevan a cabo con la actuación de Josie y las Pussycats y una presentación especial de la alcaldesa McCoy.

## Argumento
Después del descubrimiento del cuerpo de Jason, Riverdale está lleno de rumores sobre quién podría haberlo matado. Archie, en particular, se siente tenso, persuadido de que debe acudir a la policía, pero también quiere respetar los deseos de la Sra. Grundy, quien permanece firme en que deben permanecer en silencio sobre lo que escucharon para evitar la exposición de su relación. Mientras tanto, su amistad con Betty está en un estado precario, ya que todavía está molesta por lo que sucedió en la fiesta de Cheryl, aunque trata desesperadamente de reprimirlo.
Veronica, deseosa de salvar su amistad con Betty, aparece en la escuela con regalos conciliadores: un ramo de rosas amarillas (que simboliza la amistad), pastelitos enviados desde Nueva York y una cita para dos en un spa. Para sorpresa de Kevin, Betty acepta su disculpa, pero no parece convencida de que su amabilidad dure mucho. El Sr. Weatherbee anuncia que la muerte de Jason ahora está siendo oficialmente tratada como un homicidio, y coopera con el Sheriff Keller, quien dirige la investigación. Los estudiantes especulan salvajemente sobre posibles sospechosos; Reggie declara en voz alta su creencia de que Jughead podría ser el culpable, y las compañeras de Cheryl le preguntan sobre las incoherencias en su historia de lo que sucedió el 4 de julio. Jughead le recuerda a Archie que se suponía que iban a ir en un viaje por carretera el 4 de julio, pero Archie canceló en el último minuto.
La pandilla se junta en el almuerzo para escuchar a Archie tocar una de sus canciones. Betty y Veronica pelean en la práctica las Vixens, y Betty maliciosamente se ofrece a salir con Cheryl por venganza. Cheryl va a la casa de Betty después de la escuela y parece estar arrepentida, disculpándose por como trata a Betty. Sin embargo, cuando la conversación se dirige a la hermana de Betty, salen a la luz sus verdaderas intenciones: está buscando información sobre Polly, quien cree que mató a Jason. Betty le dice que salga de su casa.
Las sospechas de Jughead se despiertan cuando presencia a Archie y la Sra. Grundy abrazándose en la escuela. Cuando se enfrenta a Archie, revela que estaban en el río Sweetwater juntos el 4 de julio y escuchó un disparo. Jughead lo insta a acudir a la policía y critica el comportamiento de la Sra. Grundy, con la certeza de que solo está preocupada por protegerse. Archie finalmente decide compartir lo que sabe, y se reconcilia con Jughead. Después de una actuación de Josie y las Pussycats y las Vixens, Cheryl se empieza a llorar por los recuerdos de Jason. Veronica va a consolarla mientras llora en el vestidor. Cheryl confiesa entre lágrimas que se suponía que Jason regresaría.
La visión de la compasión de Veronica por Cheryl induce a Betty a hacer las paces con ella, y se dirigen a Pop's Chock'lit Shoppe para tomar unos batidos. Ambos prometen no permitir que los chicos se interpongan nuevamente entre ellas, y se les unen los recientemente reconciliados Archie y Jughead. A la mañana siguiente, Archie se dirige a la oficina del director para dar información a la policía, pero están ocupados con otros asuntos, después de haber completado la autopsia del cuerpo de Jason. Los resultados los llevaron a Cheryl Blossom, quien está sentada en clase con sus compañeros. Ella se pone de pie y declara que es culpable.

## Elenco
| - KJ Apa como Archie Andrews. - Lili Reinhart como Betty Cooper. - Camila Mendes como Veronica Lodge. - Cole Sprouse como Jughead Jones. - Marisol Nichols como Hermione Lodge. - Madelaine Petsch como Cheryl Blossom. - Ashleigh Murray como Josie McCoy. - Mädchen Amick como Alice Cooper. - Luke Perry como Frederick "Fred" Andrews. - Marion Eisman como Sra. Phillips. - Jesse Goldwater como Soda Jerk. - Mackenzie Gray como Dr. Curdle. - Cody Kearsley como Marmaduke "Moose" Mason. - Caitlin Mitchell-Markovitch como Ginger Lopez. - Olivia Ryan Stern como Tina Patel. - Trevor Stines como Jason Blossom. - Nelson Wong como Dr. Phylum. | - Ross Butler como Reggie Mantle. - Jordan Calloway como Chuck Clayton. - Casey Cott como Kevin Keller. - Martin Cummins como Sheriff Tom Keller. - Robin Givens como Sierra McCoy. - Sarah Habel como Geraldine Grundy. - Nathalie Boltt como Penelope Blossom. - Asha Bromfield como Melody Valentine. - Peter Bryant como Waldo Weatherbee. - Barclay Hope como Cliff Blossom. - Hayley Law como Valerie Brown. - Colin Lawrence como Floyd Clayton. - Lochlyn Munro como Hal Cooper. |

## Audiencia
El episodio fue visto por 1.15 millones de espectadores, recibiendo 0.4 millones entre los espectadores entre 18-49 años.

## Continuidad
- El título del episodio proviene de la película del mismo nombre de 1958 de Orson Welles.
- Este episodio marca la primera mención de Midge Klump.